# ویتسوو
ویتسوو (به چکی: Věcov) یک منطقهٔ مسکونی در جمهوری چک است که در شهرستان ژدار ناد سازاوو واقع شده‌است.
 ویتسوو ۱۸٫۵۴ کیلومتر مربع مساحت و ۷۰۹ نفر جمعیت دارد و ۵۹۵ متر بالاتر از سطح دریا واقع شده‌است.